# Whyalla City
Koordinaten: 33° 2′ S, 137° 35′ O

Die Corporation of the City of Whyalla ist ein lokales Verwaltungsgebiet (LGA) im australischen Bundesstaat South Australia. Das Gebiet ist 1033 km² groß und hat etwa 22.000 Einwohner (2016).
Whyalla liegt am Nordostende der Eyre-Halbinsel im Norden des Spencer-Golfs etwa 230 Kilometer Luftlinie nordwestlich der Metropole Adelaide. Das Gebiet beinhaltet 15 Stadtteile und Ortschaften: Backy Bay, Cowleds Landing, Douglas Point, False Bay, Fitzgerald Bay, Mullaquana, Murninnie Beach, Nonowie, Point Lowly, Tregalana, Whyalla, Whyalla Jenkins, Whyalla Norrie, Whyalla Playford und Whyalla Stuart. Der Verwaltungssitz des Councils befindet sich im Stadtteil Whyalla am Spencer-Golf im Zentrum der LGA.

## Verwaltung
Der City Council von Whyalla hat elf Mitglieder, die zehn Councillor und der Vorsitzende und Mayor (Bürgermeister) des Councils werden von den Bewohnern der LGA gewählt. Whyalla ist nicht in Bezirke untergliedert.